# Zlomiská
Die Zlomiská (slowakisch auch Zlomisková dolina oder Dolina Zlomísk genannt; deutsch Trümmertal, ungarisch Omladék-völgy, polnisch Dolina Złomisk) ist ein Seitental im Talsystem von Mengusovská dolina (deutsch Mengsdorfer Tal) in der Slowakei auf der südlichen Seite der Hohen Tatra.

## Beschreibung und Abgrenzung

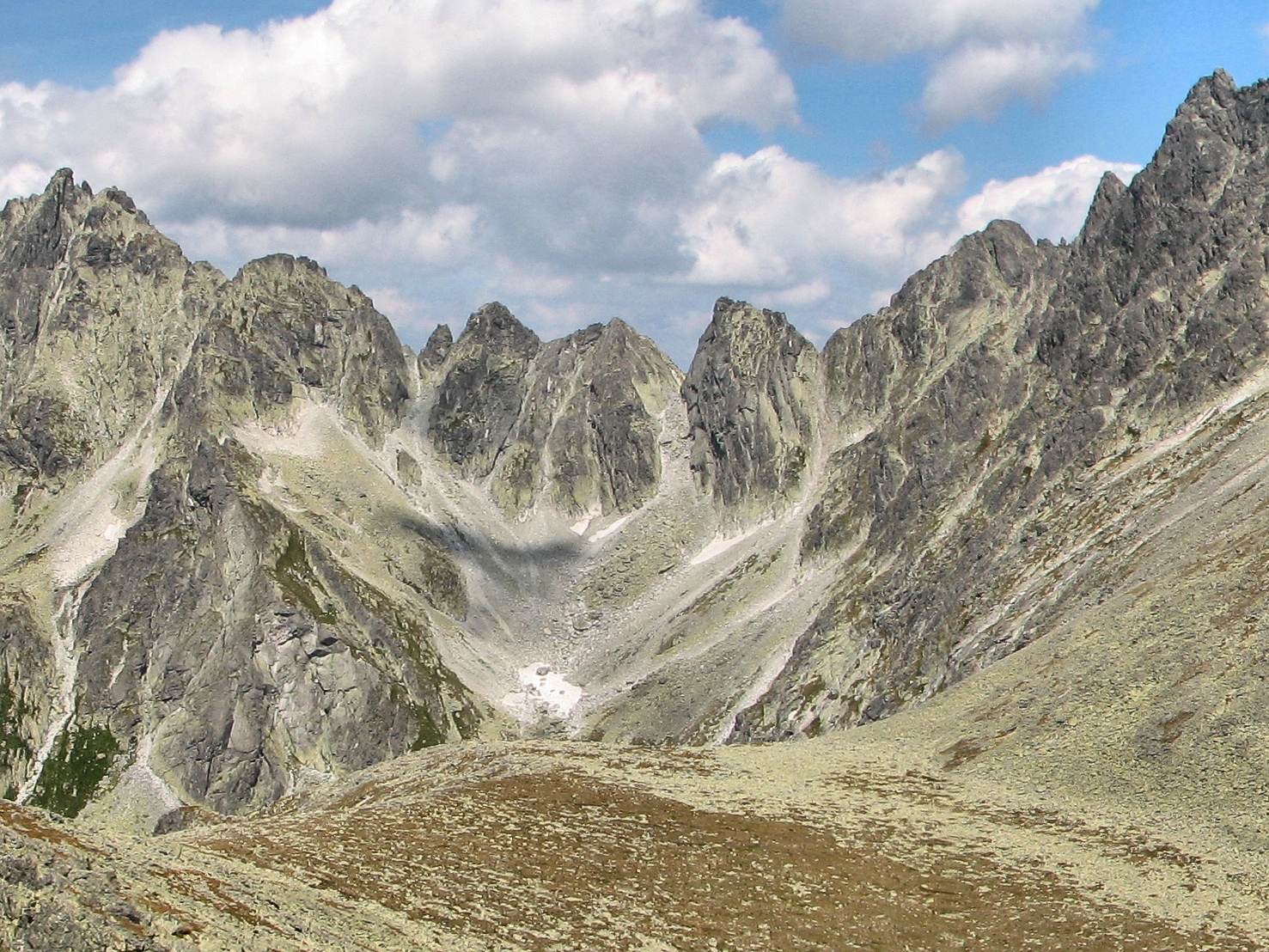
Die Sattelgruppe Železná brána (Eisernes Tor)

Das Zlomiská-Tal bildet den nordöstlichen Ausläufer von Mengusovská dolina mit eigenen Seitentälern. Vom Bergsee Popradské pleso (Poppersee) bis zum Fuß des Sattels Východná Železná brána sind es ungefähr zweieinhalb Kilometer. Der höhere Teil der Hauptachse trägt den Namen Kotlina Ľadového plesa (Eisseekessel), die höchste Stufe heißt Železná kotlina (Eiserner-Tor-Kessel). Orographisch rechts der Hauptachse liegen drei kleinere Seitentäler: die nordwestlich gelegene Dračia dolinka (Drachenseekar), die nördliche Kotlina pod Dračím sedlom (Drachenseekessel) und schließlich die nordöstliche Rumanova dolinka (Ruman-Tälchen).
Bis auf die südwestliche Talmündung ist die Zlomiská durch Seitengräte sowie den Hauptkamm der Hohen Tatra umrundet. Im Westen steigt das Tal zum Seitengrat Popradský hrebeň, der vom Ťažký štít heraus nach Süden verläuft, und grenzt dort an den oberen Teil der Hauptachse der Mengusovská dolina. Im Nordwesten folgt der Hauptkamm zwischen den Bergen Ťažký štít und Gánok über die Vysoká, weiter im Nordosten die Fortsetzung vom Gánok bis zum Popradský Ľadový štít. Über den Hauptkamm gibt es Übergänge in die Täler Ťažká dolina und Kačacia dolina im Talsystem von Bielovodská dolina. Im Osten und Südosten erhebt sich der Seitengrat von Končistá und die westliche Rippe Richtung Berge Tupá und Ostrva, mit Übergängen Richtung Täler Batizovská dolina und Štôlska dolina.

## Gewässer

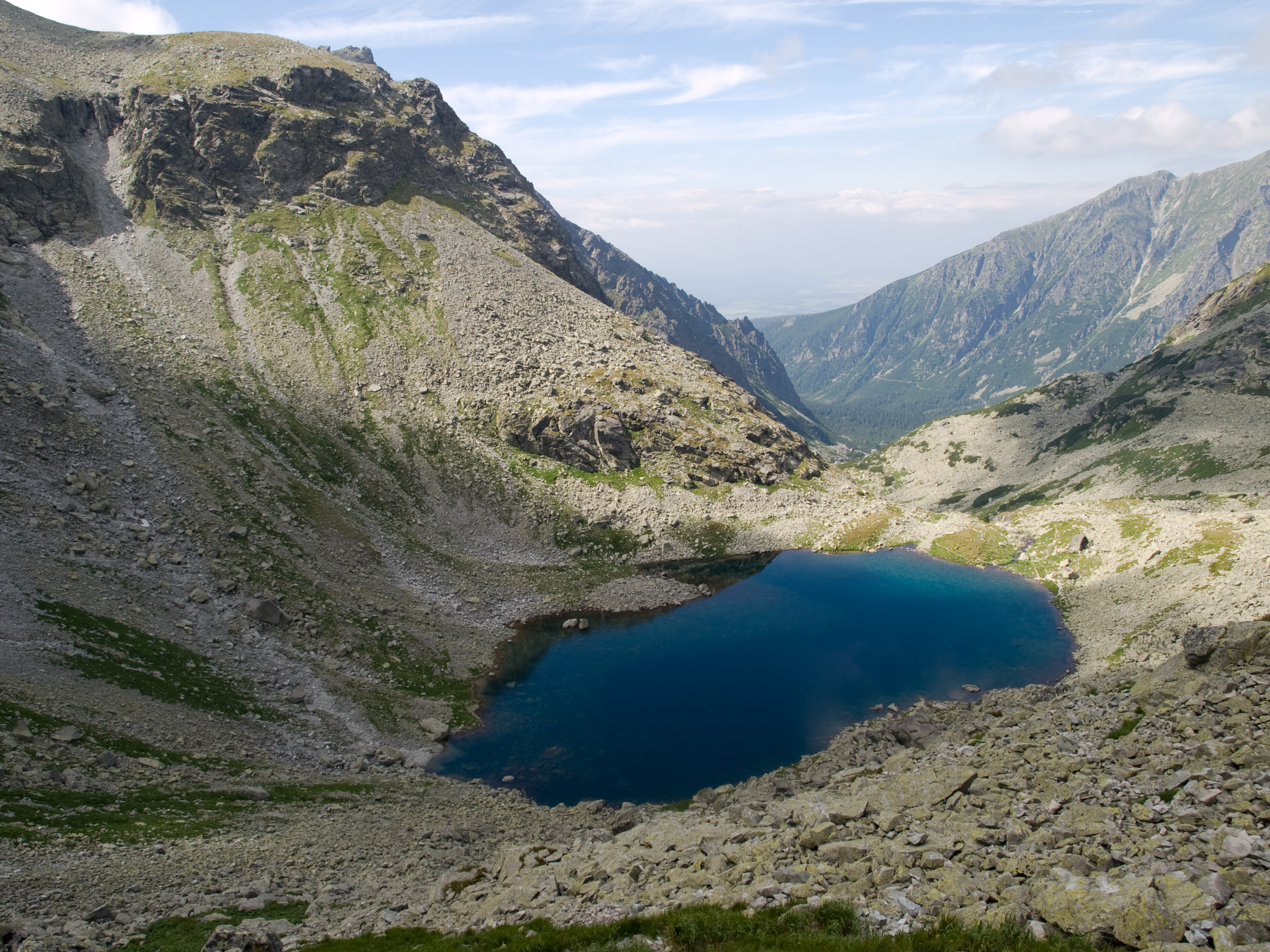
Bergsee Ľadové pleso mengusovské

Das Hauptfließgewässer ist der Ľadový potok (Trümmertaler Eisbach), einer der Quellflüsse des Poprad, mit der Quelle im Bergsee Ľadové pleso mengusovské (Trümmertaler Eissee) und der Mündung im Popradské pleso. Dieser Bach hat zwei rechte Nebenflüsse namens Dračí potok (Drachenseebach) und Rumanov potok (Ruman-Bach). Neben den schon erwähnten Seen gibt es in den Seitentälern Bergseen Dračie pleso (Drachensee), Malé Dračie pleso (Kleiner Drachensee), Dračie oká (Drachenaugen), Rumanovo pleso (Ruman-See), Nižné Rumanovo pliesko (Unterer Ruman-See) und Vyšné Rumanovo pliesko (Oberer Ruman-See).

## Name und Geschichte
Der Name Zlomiská weist auf große Blöcke (also Trümmer), die aus den umliegenden Bergen ins Tal heruntergefallen sind, hin. Neben dieser Namensform sind auch Bezeichnungen Zlomisková dolina oder Dolina Zlomísk (z. B. auf Karten) anzutreffen. Der Name ist in andere Sprachen übersetzt worden, wobei z. B. im Deutschen zur genaueren Ortsangabe auch Mengsdorfer Trümmertal möglich ist. Im 19. Jahrhundert war das Tal nur als Teil des gesamten Mengsdorfer Tals gesehen, wobei insbesondere von 1870 und 1880 vermehrt auch der Name Östliches Mengsdorfer Tal anzutreffen ist. 

## Tourismus
Ins Tal führen keine offiziellen Wanderwege und das Wandern ist im als Nationales Naturreservat ausgewiesenen Gebiet verboten. Sichtbar ist es jedoch z. B. vom rot markierten Wanderweg Tatranská magistrála auf dem Weg vom Popradské pleso zum Sattel unterhalb der Ostrva. Im Tal befinden sich mehrere Ziele für Bergsteiger, wie die Berge Vysoká, Dračí štít, Gánok, Východný Železný štít oder der Berggrat Ošarpance.